# Барвина
Барви́на (англ. Barvina; полное имя — Маргарита Барвина; род. 12 августа 2005, Киев, Украина) — украинский видеоблогер, модель и актриса.
Основные темы блога: путешествия, лайфстайл. Кроме того, ведёт собственное ток-шоу под названием «Тема с Барвиной». По состоянию на апрель 2020 года у её канала на YouTube более 3,5 миллионов подписчиков.

## Биография и творчество
Родилась 12 августа 2005 года в Киеве.
Занимается спортивной гимнастикой и танцами.
Начала вести канал на YouTube в 10 лет.
Я завела канал в 2015 году, когда мне было 10 лет. Мы поехали с родителями на все лето в Доминикану. Мне нечем было заняться, и я начала смотреть YouTube. В то время я была далека от компьютерных технологий, это все для меня было в новинку. Поэтому вначале я просто смотрела математические задачи, училась. Потом уже увидела, что есть видеоблогеры и захотела узнать об этом больше. Смотрела, разбиралась и решила стать видеоблогером. А родители мне в этом помогли.
Я поняла, что популярный видеоблогер, когда на улице ко мне стали подходить просить автографы, сфотографироваться. Поначалу я терялась и не знала, что ответить, но мне было очень приятно. Такое начало происходить после 30 тысяч подписчиков, спустя год ведения канала. Я никак его не продвигала, люди сами начали приходить.«Новое имя: 12-летняя звезда YouTube Барвина» — Buro 24/7
По состоянию на конец 2017 года на канале Барвины был уже миллион подписчиков, по состоянию на август 2018 года — два миллиона.
В 2018 году девочка выпустила собственную песню («Танцы до упаду», вместе с группой DSIDE BAND), клип был выложен на YouTube 21 апреля.
По состоянию на 2018 год переехала из Киева в Соединённые Штаты Америки.

## Тематика канала
Тематика видеороликов на канале Барвины самая разнообразная. Она очень открыта и любит снимать свою ежедневную жизнь. Интернет-издание «Свежий ветер» отмечает отмечает её творческие качества и харизматичность.
Среди тем, по которым видеоролики разбиты на плей-листы: «Путешествия» (за свою жизнь по состоянию на конец 2017 года Барвина побывала с родителями уже в 25 странах мира), «Животные», «Vlog / Влог», «Еда», «Ожидание и реальность», «Школа», «Спорт», «Танцы», «Стиль и мода», «Игрушки», «Вызов принят» (челленджи), «Сериалы», «Вопрос — ответ», «Моё утро» и т. д.
Онлайн-издание Buro 24/7 особо отмечает сериал «Скоро будет любовь», в котором «поднимаются важные вопросы первой любви, дружбы и верности».
По утверждению женского онлайн-журнала «Mail.ru Леди», «главной отличительной чертой Маргариты от её популярных сверстниц является её общительность и интерактивность контента — девочка часто отвечает в своих видео на вопросы, которые ей присылают подписчики».
Юный видеоблогер рассказывает на своем канале обо всем на свете — о школе, о спорте, о животных, о красоте и о подругах. Кстати, девочка побывала со своими родителями уже в 25 странах. Из всех путешествий она ведет фото и видео-репортажи.
Сейчас Маргарита отдыхает со своей семьей на Мальдивских островах и делится красивыми пейзажами со своими фолловерами на страничке в Instagram. Девочка очень добрая и простая в общении, поэтому число ее подписчиков постоянно растет.«Знакомьтесь: 12-летняя блогер Барвина с миллионом подписчиков» — Рамблер/субботний
Маргарита учится только в 6 классе, а ее видео с названиями «Почему злая училка вызвала родителей к директору!?» и «Наглая подруга отбила парня! Кто виноват» набирают миллионы просмотров за считанные часы. В чем секрет? Рита считает, что нужно просто быть открытой перед людьми. Barvina становилась популярной, снимая забавные ролики о своей жизни (о том, как она проводит утро, какие смешные истории случаются с ней в школе). [...] Особенной популярностью пользуются ролики, которые она снимает в своих путешествиях. Девочка уже посетила 25 стран и не желает останавливаться. Недавно Рита запела и даже выпустила свой клип. Все это обеспечивает ощутимый отклик со стороны публики.«Как дети-блогеры из русского YouTube зарабатывают недетские миллионы» — Женский журнал Woman.ru

## Доходы
Одна из статей дохода — реклама, стоимость которой на основном канале составляет от 500 до 3000 долларов.